# ريتا ويلسون
ريتا ويلسون (باليونانية: Ρίτα Ουίλσον)‏ (بالإنجليزية: Rita Wilson)‏، ولدت في 26 من أكتوبر عام 1956 في كاليفورنيا في ولاية لوس أنجلوس. وهي ممثلة ومغنية أمريكية وكذلك مخرجة. والدها هو حسن إبراهيموف (مسلم) ينتمي إلى عرقية البوماك المسلمة في بلغاريا، هاجر من بلغاريا عام 1949 وفي عام 1960 غيّر اسمه إلى ألان ويلسون.
هي الزوجة الثانية للممثل والمخرج توم هانكس، حيث تزوجا عام 1988، أي بعد سنة من طلاقه زوجته سامانثا لوس.

## المسيرة
بدأت رحلة (ويلسون) مع ظهورها كاضيفه على «وبرادي بانش» في عام 1972 , وبعدها تزلات أدوارها في مسلسلات عده كـ M * A * S * H وThree's Company وBosom Buddies.
بعدها بدأت الظهور في الأفلام كا Volunteers , Teen Witch , The Bonfire of the Vanities , Barbarians at the Gate

### مسيرتها كا ممثلة
بعض من أفلامها...

#### حياتها كا مخرجة
أخرجت ما يقارب 5 أفلام كلها في القرن الحادي والعشرين
| العام | اسم الفلم                | الدور      | ملاحظات                                                         |
| ----- | ------------------------ | ---------- | --------------------------------------------------------------- |
| 1979  | The Day It Came to Earth | ديبي       | ـ                                                               |
| 1982  | M * A * S * H            | ممرضة آسي  | برنامج تلفزيوني الحلقات: «الشجاعة والدم» «مهلا، انظروا لي أكثر» |
| 1983  | Three's Company          | أغنيس بلات | ـ                                                               |
| 1993  | Sleepless in Seattle     | سوزي       | ـ                                                               |
| 2002  | Auto Focus               | آن كرين    | ـ                                                               |
| 2006  | Beautiful Ohio           | جوديت      | ـ                                                               |
| 2011  | Larry Crowne             | بيتي       | آخر أعمالها                                                     |

| العام | اسم الفلم                | الدور        | ملاحظات                                              |
| ----- | ------------------------ | ------------ | ---------------------------------------------------- |
| 2002  | My Big Fat Greek Wedding | إخراج        | نقابة المنتجين الأمريكية رشحته كأفضل إنتاج تلك السنة |
| 2003  | My Big Fat Greek Life    | إخراج وتنفيذ | برنامج تلفزيوني                                      |
| 2004  | Connie and Carla         | إخراج وتنفيذ | ـ                                                    |
| 2008  | Mamma Mia!               | إخراج وتنفيذ | ـ                                                    |
| 2009  | My Life in Ruins         | إخراج وتنفيذ | ـ                                                    |

## وصلات خارجية
- ريتا ويلسون على موقع IMDb (الإنجليزية)
- ريتا ويلسون على موقع روتن توميتوز (الإنجليزية)
- ريتا ويلسون على موقع ألو سيني (الفرنسية)
- ريتا ويلسون على موقع ميوزك برينز (الإنجليزية)
- ريتا ويلسون على موقع تيرنر كلاسيك موفيز (الإنجليزية)
- ريتا ويلسون على موقع أول موفي (الإنجليزية)
- ريتا ويلسون على موقع قاعدة بيانات برودواي على الإنترنت (الإنجليزية)
- ريتا ويلسون على موقع قاعدة بيانات الأفلام السويدية (السويدية)
- ريتا ويلسون على موقع إن إن دي بي (الإنجليزية)
- ريتا ويلسون على موقع أول ميوزيك (الإنجليزية)